# Febre maculosa
Una febre maculosa és un tipus de malaltia transmesa per paparres que es presenta a la pell. Totes són causades per bacteris del gènere Rickettsia. El tifus és un grup de malalties similars també causades pel bacteri Rickettsia, però les febres maculoses i el tifus són entitats clíniques diferents.
Procés de transmissió: Quan la paparra s'enganxa, s'ha de treure en menys de 2 hores. Si no es nota o no es treu, només triga 10 hores a transmetre la (malaltia) a l'humà.